# West Africa Command
Le commandement de l'Afrique de l'Ouest (« West Africa Command » en anglais) était un commandement militaire de l'armée britannique.

## Histoire
Après la Première Guerre mondiale, les forces militaires des quatre colonies britanniques de l'Afrique de l'Ouest (Nigéria, Gold Coast, Sierra Leone et Gambie) étaient sous le contrôle des gouvernements coloniaux individuels. Les régiments des quatre colonies étaient tous sous l'égide de la Royal West African Frontier Force. Un inspecteur général des forces coloniales africaines a été nommé pour superviser leur formation et agir en tant que conseiller militaire des gouvernements coloniaux. Le QG des Forces militaires de l'Afrique de l'Ouest a été formé le 7 juillet 1940 avec l'arrivée du lieutenant-général George Giffard et d'un officier d'état-major. Le quartier général a été établi le 15 juillet près d'Accra. Sa tâche était la défense de tous les territoires Afrique de l'Ouest et de la coordination de toutes les ressources militaires dans ces colonies». De plus, le commandement était un terrain de recrutement important pour les militaires alliés : il recrutait 200 000 soldats pour les alliés tout en se défendant de l'agression du régime de Vichy. La base du commandement était les unités et les établissements de la Royal West African Frontier Force (en).

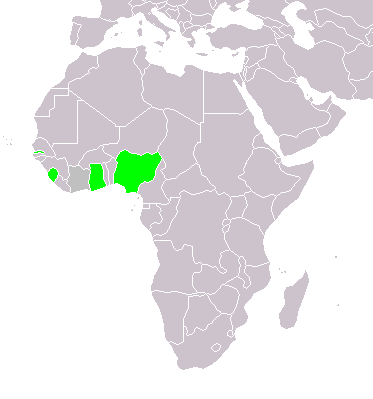
Zone sous le commandement britannique de l'Afrique de l'Ouest.

Des informations contradictoires indiquent que le commandement était soit basé au Collège Achimota à Accra, soit au Nigéria. Il a été dissous en 1956. Les plans d'après-guerre visant à lever une division d'infanterie en Afrique de l'Ouest dans le cadre d'une réserve stratégique britannique n'ont pas été réalisés en raison du manque de financement.
Après la dissolution, son infrastructure fut utilisée par la nouvelle armée ghanéenne.
Son insigne (un palmier penché) est encore porté aujourd'hui par les membres de l'équipe britannique de soutien à la paix au Ghana, y compris le personnel basé au Centre international de formation au maintien de la paix Kofi Annan.

## Commandants en chef
Les commandants en chef comprennent,:
- 1940-1943 : Lieutenant-général George Giffard
- 1943-1945 : Lieutenant-général Francis Nosworthy (en)
- 1945-1946 : Lieutenant-général Montagu Brocas Burrows (en)
- 1946-1948 : Lieutenant-général Noel Irwin
- 1948-1951 : Lieutenant-général Cameron Nicholson (en)
- 1951–1953 : Lieutenant-général Lashmer Whistler (en)
- 1953-1956 : Lieutenant-général Otway Herbert (en)